# IM Velorum
IM Velorum (IM Vel / HD 83368 / HR 3831) es una estrella variable en la constelación de Vela, la vela del Argo Navis. De magnitud aparente media +6,23, se encuentra a 235 años luz de distancia del sistema solar.
IM Velorum es una estrella blanca de la secuencia principal de tipo espectral Ap, en donde la «p» indica que es una estrella peculiar, en el sentido de que su contenido superficial en metales es anómala. Tiene una temperatura efectiva de 7535 K y una luminosidad 13 veces mayor que la luminosidad solar. Con una masa de 1,76 masas solares, su edad se estima en 1050 millones de años.
IM Velorum es una variable Alfa2 Canum Venaticorum cuyo brillo oscila 0,04 magnitudes a lo largo de un período de 2,85 días. Es una variable Alfa2 Canum Venaticorum de oscilaciones rápidas; en estas estrellas las variaciones debidas a pulsaciones no radiales se superponen a las producidas por la rotación de la estrella. IM Velorum muestra pulsaciones cada 11,67 minutos.
Catalogada como estrella binaria, la compañera estelar de IM Velorum tiene magnitud 9.